# Chantiers navals de Bordeaux
 (décembre 2023).
- Si vous ne connaissez pas le sujet, laissez ce bandeau (vous pouvez alors contacter les auteurs).
- Si vous supprimez le contenu mis en cause (vous pouvez préalablement contacter les auteurs),

argumentez précisément cette suppression dans la page de discussion
(un manque de référence n'est pas un argument ; une recherche réelle de référence doit avoir été effectuée, être formellement documentée).
Les chantiers navals de Bordeaux connaissent un essor considérable durant la seconde moitié du XVIIIe siècle avec une production de navires de commerce et de guerre. Au fil des siècles, la production se diversifie à destination des particuliers, par la production de voiliers et de navires de plaisance. Aujourd’hui, des chantiers navals sont toujours implantés à Bordeaux autour de différents pôles : construction, restauration, démantèlement.

## Les enjeux économiques de la construction navale
Comme l'explique Boris Fedorovsky, les constructeurs navals orientent leur production pour satisfaire les besoins de la flotte de commerce et de la pêche mais également pour la marine militaire nationale ou étrangère.
Cette industrie croissante se doit aussi de pouvoir répondre aux besoins de réparation navale, parfois menées par les mêmes chantiers. Leur métier consiste à concevoir des navires et à intégrer des éléments techniques modernes divers.
La construction navale permet l'enrichissement de plusieurs corps de métiers qui se multiplient autour des ateliers de chantiers. Cela permet la constitution de réseaux de fournisseurs de produits et de services, des éléments propres à la construction des bâtiments qui accueillent les ateliers de chantier, du matériel nécessaire à la navigation, à la propulsion, à l'embarquement et au déchargement des navires.
La construction navale connait alors une évolution à travers les siècles. Ce n'est qu'à partir du XIXe siècle que les constructions navales deviennent une industrie à part entière. Ce marché connaît un essor dû à l'augmentation démographique, à l’élévation de son niveau de vie ou encore au développement du phénomène de mondialisation.

## Au XVIIIesiècle

### Première moitié
Durant la première moitié du XVIIIe siècle, l'industrie de la construction navale à Bordeaux est peu importante.
En effet, avant le XVIIIe siècle, seules les embarcations de faible tonnage pour la navigation fluviale sont considérables à Bordeaux. En raison du prix et de la rareté des bois à Bordeaux, il y a peu de navires vendus contrairement aux ports d'Angleterre et de Hollande. Cependant, en 1699 les jurats autorisent l'installation des chantiers dans les secteurs de Sainte-Croix et de Paludate. À la suite de cela, les constructeurs s’implantent progressivement.

### Deuxième moitié: Essor des constructions navales
Vers le milieu du XVIIIe siècle, l’intensité du trafic maritime pour le commerce transatlantique permet au port de Bordeaux de devenir le plus important du Royaume de France et le deuxième port mondial derrière Londres. C'est donc à cette date que la construction navale bordelaise connaît un tournant. 

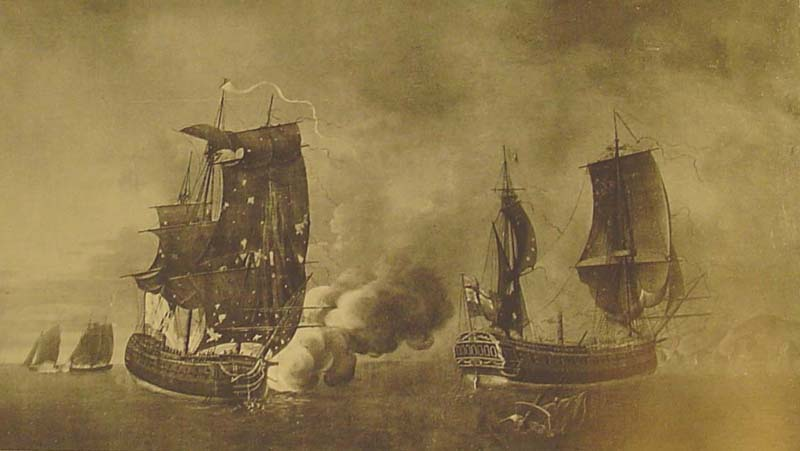
Bataille entre la frégate française BELLE POULE et la frégate anglaise ARETHUSE le 17 juin 1778, (Tableau de ROSSEL)"

En effet, les chantiers se multiplient rive gauche et rive droite, notamment à Lormont dès 1760. Il s’agit pour les deux rives des Chantiers du Roi dans le secteur de Sainte-Croix, où l’on exerce une activité de chantier et de radoub. Les besoins de la Marine royale amènent les Chantiers du Roi à construire des vaisseaux de 56 canons, mais aussi des frégates. Parmi les frégates répondant aux besoins de la Marine royale se trouve La Belle Poule.
Dans un même temps, la construction navale bordelaise, devant répondre aux exigences commerciales de l’époque, multiplie la création de chantiers navals afin de fournir un nombre suffisant de bâtiments de commerce. Ainsi, entre 1763 et 1779, 319 navires sont construits dans les chantiers de Bordeaux et on dénombre, en 1771, une trentaine de maîtres constructeurs.
Pierre Bichon s’installe à son compte rive droite à Lormont dès 1762, avant de s’implanter à Bacalan en 1764. Durant sa période d’activité allant de 1762 à 1771, il construit 7 navires destinés au commerce transatlantique, dont La Comtesse de Richemond (début 1771 – fin août 1771). Parallèlement, les Chantiers Fenelon, père et fils et Jalineau connaissent une forte période d’activité de 1762 à 1771 et représentèrent à eux deux 25 % de la production bordelaise durant ces années (29 navires pour les Chantiers Fenelon, père et fils et une quinzaine pour Jalineau).
De plus, le célèbre navire rebaptisé La Victoire, ayant transporté le marquis de La Fayette pour le continent américain le 14 mars 1777 (date de sa sortie de la Garonne), effectue son armement à Bordeaux par Pierre Jacques Reculis de Basmarein.
Ainsi, durant toute la seconde moitié du XVIIIe siècle, l’activité de construction navale à Bordeaux bat son plein. En 1789, la ville compte entre dix à quinze chantiers privés et emploie entre mille à douze cents ouvriers.

### La Révolution Française: arrêt de l'activité
La Révolution française marque un arrêt de l’activité. Par la suite, Pierre-Barthélémy Portal d'Albarèdes, Ministre de la Marine, est missionné par Louis XVIII afin de réorganiser la flotte.

## Au XIXesiècle
Le XIXe siècle s’ouvre sur une nouvelle ère pour la construction navale avec l’apparition de la vapeur puis la création de l’hélice pour propulser les navires.
Le premier navire commercial à vapeur lancé à Lormont en 1818 est Le Garonne.

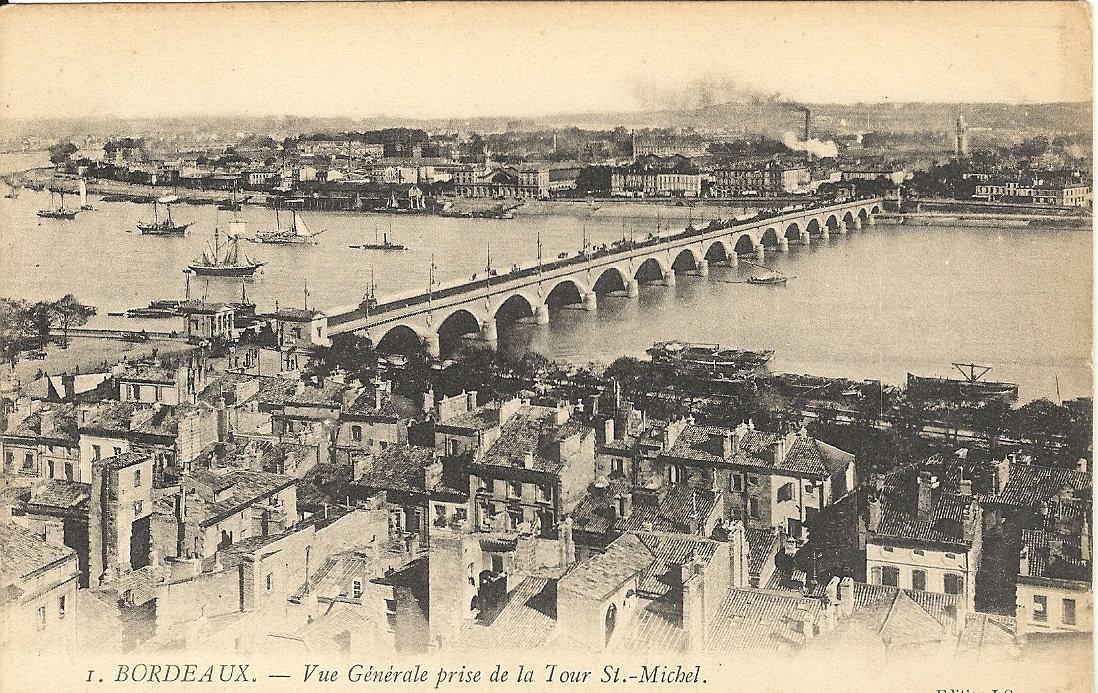
Bordeaux, Vue du Pont de Pierre depuis la flèche Saint-Michel, 1907

### Retour à une activité soutenue

#### Réalisation du pont de Pierre
En 1822-1823 se construit à Bordeaux le pont de pierre conçu par l’ingénieur Deschamps. À partir de ce moment-là, les activités de chantier et de restauration navale se font en aval du pont.

#### Liaisons maritimes vers des pays lointains
Vers la fin du XIXe siècle des liaisons maritimes régulières sont établies entre Bordeaux et des pays lointains avec des paquebots transatlantiques. Par exemple, le paquebot Château Yquem construit par Chantiers et Ateliers de la Gironde en 1884 fut dans un premier temps paquebot de luxe Bordeaux-New-York puis sera Paquebot-poste vers l'Extrême-Orient.

#### Le constructeur Lucien Arman

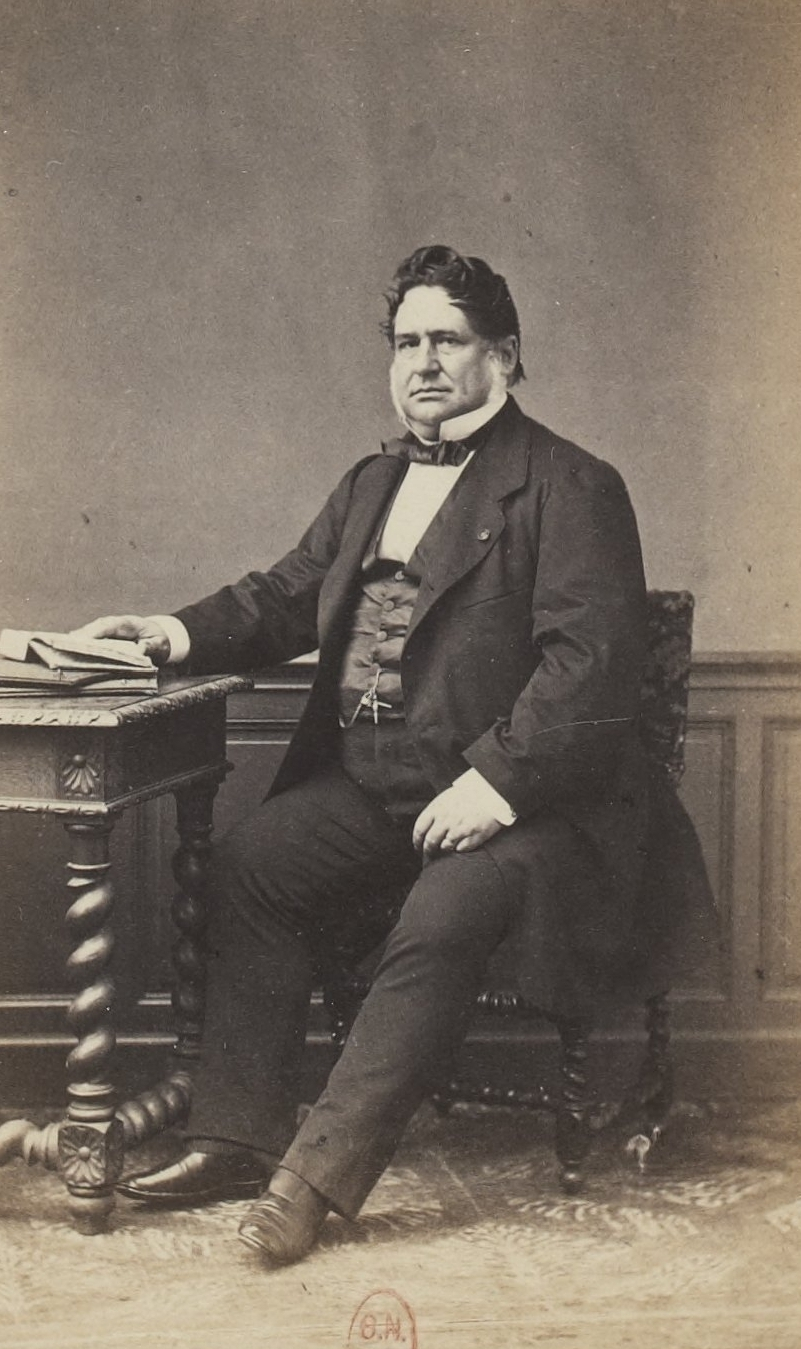
Portrait de Lucien Arman, album des députés du Corps législatif entre 1852 - 1857

Lucien Arman est un architecte, constructeur naval et député du Corps législatif sous le Second Empire à Bordeaux. Sa famille ayant une entreprise il s'associe avec son oncle Gustave Courau puis crée les Chantiers Arman. Il s'agit d'une entreprise qui produit des bateaux de commerce et fournissent les marines française et russe en navires de guerre. Il invente une technique de construction qui mélange le bois et le fer ainsi que les bâtiments à vapeur. Il reçoit une grande médaille d’honneur de la classe marine et arts militaires lors de l’Exposition universelle de 1855.
Son activité connaît un franc succès. En effet, sous l’impulsion de Lucien Arman, les chantiers navals de l’Océan lancent plus de cent navires à voiles et à vapeur entre 1849 et 1860. Les ateliers couverts situés quai Sainte-Catherine et Bacalan à Bordeaux peuvent abriter plus d’une vingtaine de coques à la fois, et emploient plus d’une vingtaine de personnes. En plus de canonnières pour la France, ils bâtissent des batteries flottantes, une frégate et une corvette pour la Russie, un aviso pour le bey de Tunis et une frégate cuirassée pour l’Italie.
En 1863, Napoléon III, qui ne cachait pas son soutien aux Etats confédérés pendant la Guerre de Sécession, demande aux Chantiers Arman la construction de deux navires-béliers cuirassés, afin de les aider à percer le blocus maritime imposé par les forces de l’Union. Pour ne pas éveiller les soupçons, la commande est officiellement passée pour le compte de la marine égyptienne, et les deux cuirassés sont produits sous les noms de Sphinx et Chéops.

#### Exemple du navire à vapeur le Garonne par M.Chaigneau et M.Bichon
En 1816, avec l'aval de Louis XVIII, M. Church, consul américain, exploite le brevet de machines “Steamboat”. En collaboration avec Charles Joseph Brannens et le Sieur Bourgade, un des fondateurs de la première entreprise de navigation à vapeur en gironde (1833), ils entreprennent le financement et la construction de Le Garonne à Lormont, un navire pionnier dans l'application de la propulsion à vapeur en France.
Le Garonne est construit par M.M. Chaigneau et Bichon, constructeurs maritimes à Lormont. Lancé en 1818, il s'inscrit comme le premier navire à vapeur français affecté au transport de passagers, opérant sur la ligne Bordeaux–Langon. Il se distingue par ses deux salles, son restaurant, son café, ainsi que sa propulsion novatrice par deux roues à pales latérales alimentées par une pompe à feu.
Le Garonne navigue pendant neuf ans, modifiant son itinéraire en 1820 pour la ligne Bordeaux–Pauillac, puis, en 1823, il est rebaptisé Bayonnais, poursuivant son service jusqu'à sa retraite en 1827. Cette trajectoire témoigne de manière emblématique des débuts et de l'évolution des navires à vapeur en France au XIXe siècle.

## Au XXesiècle

### Deux centres de constructions navales restant
Dans les deux dernières décennies du XIXe siècle, il ne reste à Bordeaux que deux sociétés aptes à la construction de bâtiments destinés à la Marine nationale ou au commerce.

#### Rive gauche
M. Delahante reprend une partie des installations du Chantiers de l'Océan et crée les Chantiers de Bacalan. En 1879 cette entreprise fusionne avec les ateliers de la Dyle en Belgique et crée la société Dyle et Bacalan.
En 1930 ils cèdent leur activité au Chantier Maritimes du Sud-Ouest, sous le nom de : Ateliers et Chantiers Maritimes du Sud-Ouest et de Bacalan Réunis. Ils continuent la construction de quelques navires : Un pétrolier, trois torpilleurs et trois avisos coloniaux sortent des Chantiers de Bacalan dans les années 1930.
La Seconde Guerre Mondiale et l’occupation ralentissent fortement les chantiers.

#### Rive droite
A la place du chantier naval Chaigneau et Bichon (1836) est fondée, en 1882, la S.A. Chantiers et Ateliers de la Gironde avec le soutien du puissant groupe national Schneider.

Cette société est spécialisée dans la construction de navires de guerre pour la Marine nationale. Vers 1913, elle diversifie sa production navale et étend ses ateliers de construction pour les navires marchands et les chalands pétroliers. En 1915, une fonderie de cuivre est établie temporairement pour la fabrication de douilles d’obus, en raison du conflit mondial. Très compétitif et employant près de trois mille personnes, cette société a construit 126 mille navires de guerre de tout type pour la Marine nationale entre 1882 et 1955. Parallèlement, ils construisent également des navires de commerce : paquebots, cargos, pétroliers, chalutiers de haute mer, etc. 

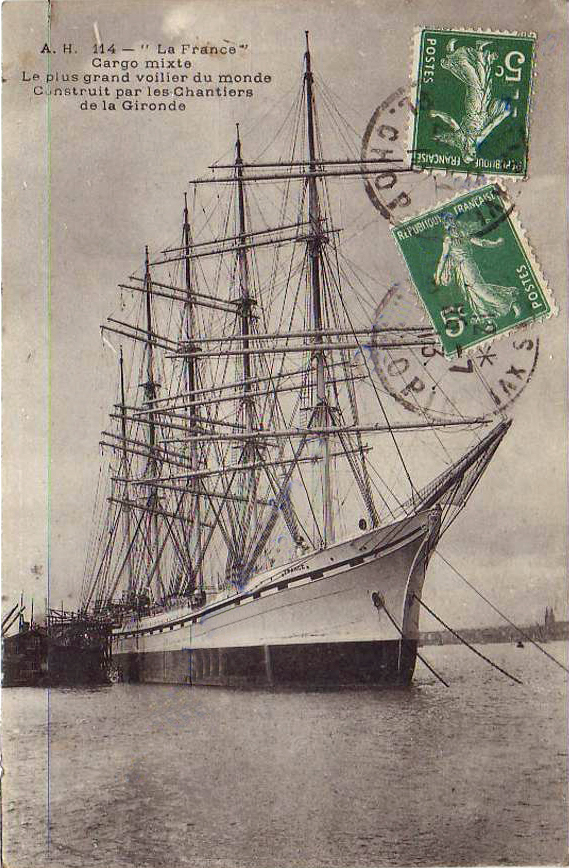
Le France II à Bordeaux.

Le France II est un navire marchand construit par les Chantiers et Ateliers de la Gironde SA-Ets Schneider, à Lormont entre 1911 et 1913. Il est considéré comme étant le plus grand voilier du monde à cinq mâts au confort luxueux pour l'époque.
À la suite d'un dépôt de bilan en 1927, l'entreprise est rachetée par les Forges et Chantiers de la Gironde en 1929.
Les Forges et Chantiers de la Gironde est un pôle industriel et technologique de premier plan à l’échelle nationale et internationale. Cependant, des difficultés financières conduisent à des rachats successifs. Ainsi dans un premier temps, les Ateliers et Chantiers de Dunkerque et Bordeaux se portent acquéreurs en 1959, avant que les Constructions industrielles et navales de Bordeaux reprennent l'affaire. Cette dernière ferme définitivement en 1970 et l'ensemble du matériel est vendu.
Toutefois, avec la grande crise qui traverse la construction navale, les chantiers bordelais cessent toute activité en 1985.

### Seconde Guerre mondiale: construction de la base sous-marine
La construction de la base sous-marine débute en 1940 avec des travaux s'étalant sur dix-neuf mois et où 6 500 travailleurs sont nécessaires. L’inauguration de la base est faite le jeudi 13 mai 1943.
Jean-Baptiste Blain, doctorant en Histoire contemporaine à l’Université de La Rochelle, met en lumière la base sous-marine italienne puis allemande comme un édifice utile à la remise en état du matériel portuaire. En effet, le lieu permet le radoub de plusieurs navires malgré la guerre. Il est donc possible de réaliser un travail de renflouement puis dans certains espaces, appelés alvéoles-bunkers, utilisés comme cales sèches, effectuer le carénage et la réparation des coques.
Avec l’arrivée des premiers sous-marins allemands en janvier 1943, le statut du port change en passant de chantier naval à arsenal de la marine (Kriegsmariearsenal). Ainsi, 43 U-Boote sont affectés à cette base durant ses douze mois de service, avant que cette dernière soit abandonnée par les Allemands le 26 août 1944.

## Les chantiers aujourd'hui

### C.N.B.

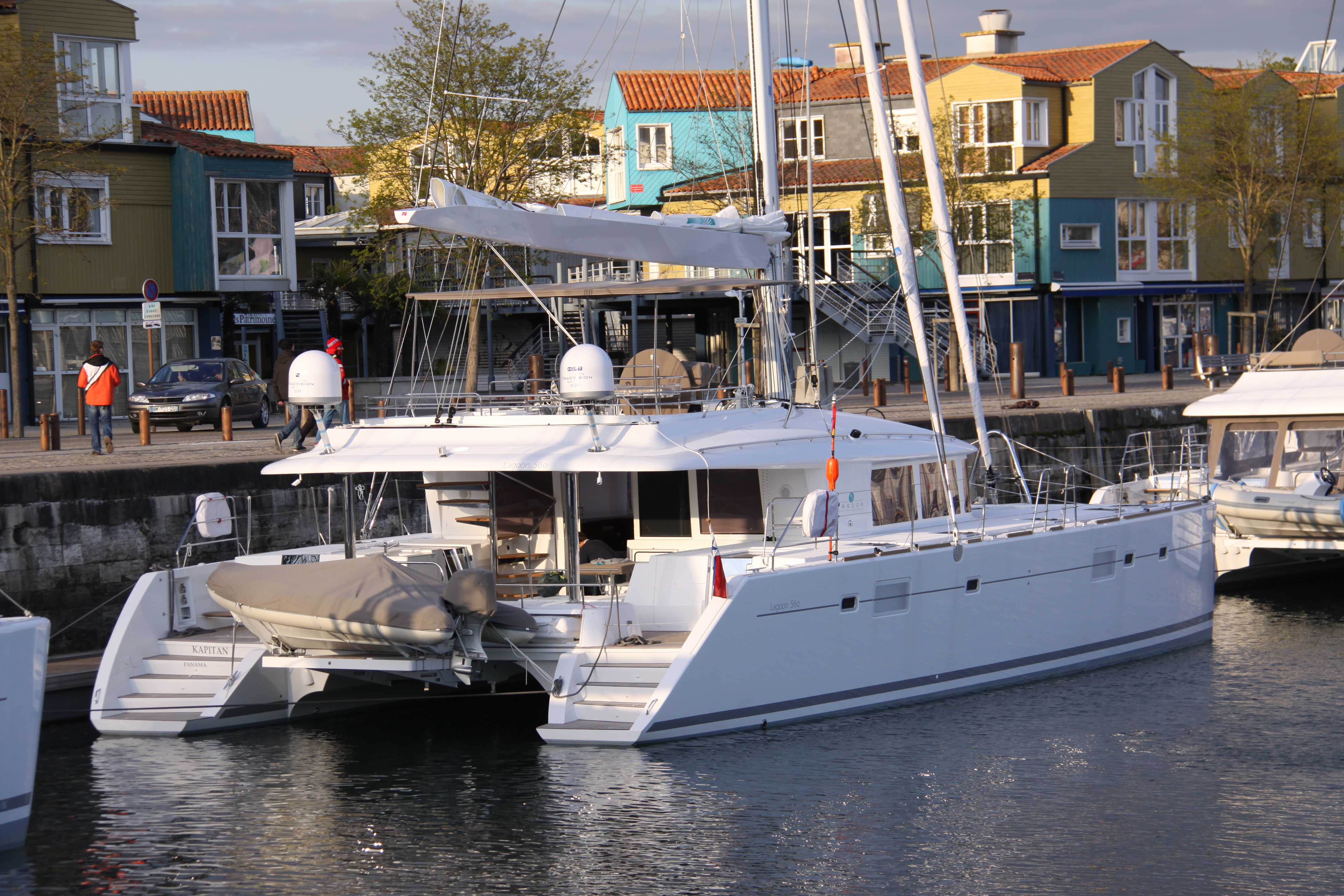
Lagoon catamaran 560

La Construction Navale Bordeaux (C.N.B.) est créé en 1987, à l’emplacement des anciens locaux des Constructions industrielles et navales de Bordeaux. Depuis 1992, la C.N.B. fait partie du Groupe Bénéteau. Leader mondial de la construction de voiliers de plaisance, ce chantier naval bordelais produit divers catamarans sous les noms de Lagoon (catamaran de croisière), CNB (yacht et superyacht) et CNB Pro (navire de transport de passagers rapides et bateaux de services).

### Bordeaux Port Atlantique
Bordeaux Port Atlantique est un atout de poids pour l’économie locale et l’emploi grâce à ses activités de refit et de réparation navale à quai ou en forme de radoub. Ces dernières s’effectuent sur trois sites où différents types d’interventions sont réalisés. Le site de Bassens est affecté à la déconstruction et aux navires de grande taille. Celui de Bacalan se charge des interventions lourdes sur de petites unités. Le pôle naval se trouve aux Bassins à flot, où une zone est réservée à la réparation légère.
Bordeaux Port Atlantique figure parmi les 18 sites mondiaux de démantèlement de navires agréés par l’Union Européenne, où plusieurs chantiers de recyclage de navires marchands et militaires sont entrepris.

### Autres chantiers navals à Bordeaux

#### Atlantic Navy
Le chantier naval Atlantic Navy, créé le 16 juin 2017, est spécialisé dans la réparation de maintenance navale, la construction de bateaux de plaisance et la fabrication de moules et modèles en composite.

#### Chantier Naval Nicolas
Le Chantier Naval Nicolas, créé en 1982, à bordeaux, est situé sur la rive droite, quai des Queyries, au niveau de l’ancien site des Chantiers Navals de la Garonne. Ce chantier est spécialisé dans la restauration de bateaux anciens (de l’entre-deux guerres et de l’après-guerre) et de collection.

#### Rosewest
Le chantier naval Rosewest est créé en 2004, à Lorient, avant de s’implanter à Bordeaux quelques années plus tard aux bassins à flot. Ce chantier est spécialisé dans la construction de bateaux de plaisance et plus particulièrement de voiliers proposés à la vente.